# العلاقات الأذربيجانية البالاوية
العلاقات الأذربيجانية البالاوية هي العلاقات الثنائية التي تجمع بين أذربيجان وبالاو.

## مقارنة بين البلدين
هذه مقارنة عامة ومرجعية للدولتين:
| وجه المقارنة                                              | أذربيجان        | بالاو                         |
| --------------------------------------------------------- | --------------- | ----------------------------- |
| المساحة (كم2)                                             | 86.60 ألف       | 465                           |
| عدد السكان (نسمة)                                         | 10.00 مليون     | 21.73 ألف                     |
| الكثافة السكانية (ن./كم²)                                 | 115.47          | 4.67 ألف                      |
| العاصمة                                                   | باكو            | نغيرولمود، كورور              |
| اللغة الرسمية                                             | اللغة الأذرية   | لغة إنجليزية، اللغة البالاوية |
| العملة                                                    | مانات أذربيجاني | دولار أمريكي                  |
| الناتج المحلي الإجمالي (بليون دولار)                      | 40.75 مليار     | 291.54 مليون                  |
| الناتج المحلي الإجمالي (تعادل القوة الشرائية) بليون دولار | 171.56 مليار    | 326.12 مليون                  |
| الناتج المحلي الإجمالي الاسمي للفرد دولار أمريكي          | 5.50 ألف        | 13.50 ألف                     |
| الناتج المحلي الإجمالي للفرد دولار أمريكي                 | 17.52 ألف       | 14.76 ألف                     |
| مؤشر التنمية البشرية                                      | 0.751           | 0.780                         |
| رمز المكالمات الدولي                                      | +994            | +680                          |
| رمز الإنترنت                                              | .az             | .pw                           |
| المنطقة الزمنية                                           | ت ع م+04:00     | ت ع م+09:00                   |

## منظمات دولية مشتركة
يشترك البلدان في عضوية مجموعة من المنظمات الدولية، منها:
| علم المنظمة | اسم المنظمة                        | تاريخ انضمام أذربيجان | تاريخ انضمام بالاو |
| ----------- | ---------------------------------- | --------------------- | ------------------ |
|             | مؤسسة التنمية الدولية              | 31 مارس 1995          | 16 ديسمبر 1997     |
|             | الأمم المتحدة                      | 2 مارس 1992           | 15 ديسمبر 1994     |
|             | البنك الدولي للإنشاء والتعمير      | 18 سبتمبر 1992        | 16 ديسمبر 1997     |
|             | بنك التنمية الآسيوي                | 1999                  | 2003               |
|             | منظمة حظر الأسلحة الكيميائية       | ?                     | ?                  |
|             | مؤسسة التمويل الدولية              | 11 أكتوبر 1995        | 16 ديسمبر 1997     |
|             | وكالة ضمان الاستثمار متعدد الأطراف | 23 سبتمبر 1992        | 16 ديسمبر 1997     |
|             | يونسكو                             | 3 يونيو 1992          | 20 سبتمبر 1999     |

## وصلات خارجية
- موقع وزارة الخارجية الأذربيجانية